# Liste des partis libertariens
 (juin 2024).
Si vous disposez d'ouvrages ou d'articles de référence ou si vous connaissez des sites web de qualité traitant du thème abordé ici, merci de compléter l'article en donnant les références utiles à sa vérifiabilité et en les liant à la section « Notes et références ».
Cette page présente les partis politiques d'orientation libertarienne dans le monde.

## Partis actifs

### Amériques
| Nom                                                                                    | Pays (ou région)     | Année de fondation | Affiliation internationale                      |
| -------------------------------------------------------------------------------------- | -------------------- | ------------------ | ----------------------------------------------- |
| Parti libertarien                                                                      | Argentine            | 16 octobre 2018    |                                                 |
| Parti libertarien (en)                                                                 | Brésil               | 20 juin 2009       | Interlibertarians                               |
| Parti libertarien (Libertarian Party)                                                  | États-Unis           | 11 décembre 1971   | Alliance internationale des partis libertariens |
| Parti libertarien du Canada (Libertarian Party of Canada)                              | Canada               | 7 juillet 1973     | Alliance internationale des partis libertariens |
| Parti libertarien de l'Ontario (Ontario Libertarian Party)                             | Ontario              | 1975               |                                                 |
| Parti libertarien de la Colombie-Britannique (en) (British Columbia Libertarian Party) | Colombie-Britannique | 1er février 1986   |                                                 |
| Parti de la Liberté – Ontario                                                          | Ontario              | 1er janvier 1984   |                                                 |
| Nouveau Parti (Partido Novo)                                                           | Brésil               | 12 février 2011    | Internationale libérale                         |
| Parti Pauvre de l’Ontario (en)                                                         | Ontario              | 14 septembre 2011  |                                                 |
| Manitoba D'abord (Manitoba First)                                                      | Manitoba             | 2016               |                                                 |
| Mouvement libertarien (Partido Movimiento Libertario)                                  | Costa Rica           | 1994               | Internationale libérale                         |
| Libertario[réf. nécessaire]                                                            | Colombie             |                    |                                                 |

### Europe
| Nom                                                          | Pays (ou région) | Année de fondation | Affiliation internationale                                        |
| ------------------------------------------------------------ | ---------------- | ------------------ | ----------------------------------------------------------------- |
| Union des droites pour la République,                        | France           | 31 août 2024       |                                                                   |
| Nouvel espoir (Nowa nadzieja)                                | Pologne          | 22 janvier 2015    | Alliance internationale des partis libertariens                   |
| Parti capitaliste (en)                                       | Norvège          | 7 avril 2014       | Alliance internationale des partis libertariens Interlibertariens |
| Parti des citoyens libres (Strana svobodných občanů)         | Tchéquie         | 14 février 2009    | Alliance internationale des partis libertariens Interlibertariens |
| Parti libertarien                                            | Suisse           | 18 juin 2014       | Alliance internationale des partis libertariens                   |
| Parti libertarien de Russie (Либертарианская партия России)  | Russie           | 15 avril 2008      | Alliance internationale des partis libertariens Interlibertariens |
| Parti libertarien (en) (Libertarian Party)                   | Royaume-Uni      | 21 novembre 2007   | Alliance internationale des partis libertariens Interlibertariens |
| Parti libertarien (en) (Partido Libertario)                  | Espagne          | 2009               | Alliance internationale des partis libertariens                   |
| Parti libertarien écossais (en) (Scottish Libertarian Party) | Écosse           | 2012               | Alliance internationale des partis libertariens                   |
| Parti libertarien                                            | France           | 2013               | Alliance internationale des partis libertariens                   |
| Parti libertarien (Libertárius Párt)[réf. nécessaire]        | Hongrie          | 2022               |                                                                   |
| Parti libertarien (en)                                       | Pays-Bas         | 1993               | Alliance internationale des partis libertariens Interlibertariens |
| Parti libertarien (Partido Libertário)[réf. nécessaire]      | Portugal         |                    | Alliance internationale des partis libertariens                   |
| Liberala partiet (en)                                        | Suède            | décembre 2004      | Alliance internationale des partis libertariens                   |
| Mouvement libertarien (Movimento Libertario[réf. nécessaire] | Italie           | 24 septembre 2005  | Alliance internationale des partis libertariens Interlibertariens |
| Parti de la raison[réf. nécessaire]                          | Allemagne        | 30 mai 2009        | Alliance internationale des partis libertariens Interlibertariens |

### Afrique
| Nom                                                                                     | Pays (ou région) | Année de fondation | Affiliation internationale                                        |
| --------------------------------------------------------------------------------------- | ---------------- | ------------------ | ----------------------------------------------------------------- |
| Parti libertarien d'Afrique du Sud (Libertarian Party of South Africa)[réf. nécessaire] | Afrique du Sud   | 2013               | Alliance internationale des partis libertariens Interlibertarians |
| Parti capitaliste d'Afrique du Sud (en) (Capitalist Party of South Africa)              | Afrique du Sud   | 17 mars 2019       |                                                                   |

### Océanie
| Nom                           | Pays (ou région) | Année de fondation | Affiliation internationale                      |
| ----------------------------- | ---------------- | ------------------ | ----------------------------------------------- |
| ACT New Zealand               | Nouvelle-Zélande | 1994               |                                                 |
| Parti de la raison (en)       | Australie        | 2017               |                                                 |
| Liberal Democratic Party (en) | Australie        | 2001               | Alliance internationale des partis libertariens |

### Asie
| Nom                                       | Pays (ou région) | Année de fondation | Affiliation internationale |
| ----------------------------------------- | ---------------- | ------------------ | -------------------------- |
| 5.10                                      | Ukraine          | 20 mars 2014       | Interlibertarians          |
| Girchi - Plus de liberté                  | Géorgie          | 16 avril 2016      |                            |
| Voice Libertarian Conservative Party (en) | Arménie          | 28 mars 2021       |                            |
| Zehout                                    | Israël           | 2015               |                            |

## Partis disparus
| Nom                                           | Années en activité | Pays (ou région) | Affiliation internationale                      |
| --------------------------------------------- | ------------------ | ---------------- | ----------------------------------------------- |
| Liberal Libertarian Party (en)                | Argentine          | 2009–2014        | Interlibertarians                               |
| Parti WikiLeaks                               | Australie          | 2013–2015        |                                                 |
| Anderz (en)                                   | Belgique           | 2014             |                                                 |
| Freedom Party of Manitoba (en)                | Manitoba           | 1980s–2000s      | Freedom Party International                     |
| Alternative libérale                          | France             | 2006–2011        |                                                 |
| Right-Green People's Party (en)               | Irlande            | 2010–2016        |                                                 |
| Réformateurs libéraux                         | Italie             | 2005–2009        |                                                 |
| Liste Pannella (it)                           | Italie             | 1989–1996        |                                                 |
| Libertarianz[réf. nécessaire]                 | Nouvelle-Zélande   | 1995–2014        |                                                 |
| Libertarian Party[réf. nécessaire]            | Pologne            | 2015–2020        |                                                 |
| Russian Libertarian Movement[réf. nécessaire] | Russie             | 2003–2006        |                                                 |
| Personal Choice Party (en)                    | États-Unis         | 2004–2006        |                                                 |
| Boston Tea Party                              | États-Unis         | 2006–2012        | Interlibertarians                               |
| Parti libertarien                             | Belgique           | 2012-2023        | Alliance internationale des partis libertariens |
| Parti Libertarien de Genève                   | Suisse             | 2014-2016        |                                                 |